# 風の視線
『風の視線』（かぜのしせん）は、松本清張の長編小説。『女性自身』に連載され（1961年1月3日号 - 1961年12月18日号）、1962年8月に光文社（カッパ・ノベルス）から刊行された。都会に暮らす孤独な男女の、さまざまな愛の交錯を綴る、ロマンチック・ラブストーリー。
1963年に松竹で映画化、また2度テレビドラマ化されている。

## あらすじ
結婚式をあげて間もない若手カメラマン・奈津井久夫は、新妻に構わないまま、雑誌の取材旅行に出掛ける。同行の作家や編集者は、奈津井の仕事熱心に驚くが、彼の行動には理由があった。奈津井は人妻・竜崎亜矢子のセッティングに基づき見合いをし、気持ちの整理もつかないうちに、野々村千佳子と結婚する運びとなった。仕事を終えた奈津井は、千佳子とむなしさの漂う新婚初夜を迎える。千佳子の心も、奈津井から遠く隔たっていた。彼女は奈津井をまるで他人のように眺めていた。
奈津井たちの参加する写真展を企画していた久世俊介は、空港の玄関を出たあと、古風な顔立ちの女性・竜崎亜矢子と合流する。亜矢子の心は、海外に赴任中の夫・重隆からすでに離れていた。しかし、眼がほとんど見えなくなっていた重隆の母・總子や親戚のことを思うと、夫との離婚は彼女には考えられなかった。そんな折、重隆は突然帰国するが、妻との冷えた会話のあと、自宅に戻らずホテルに滞在する。寂寥のなかで、久世からの電話に胸騒ぎを覚える亜矢子。他方、重隆の帰国に気持ちの落ち着かない自分に気づき、うろたえる久世。
葛藤の末に、それぞれが選んだ愛の決断は…。

## 主な登場人物

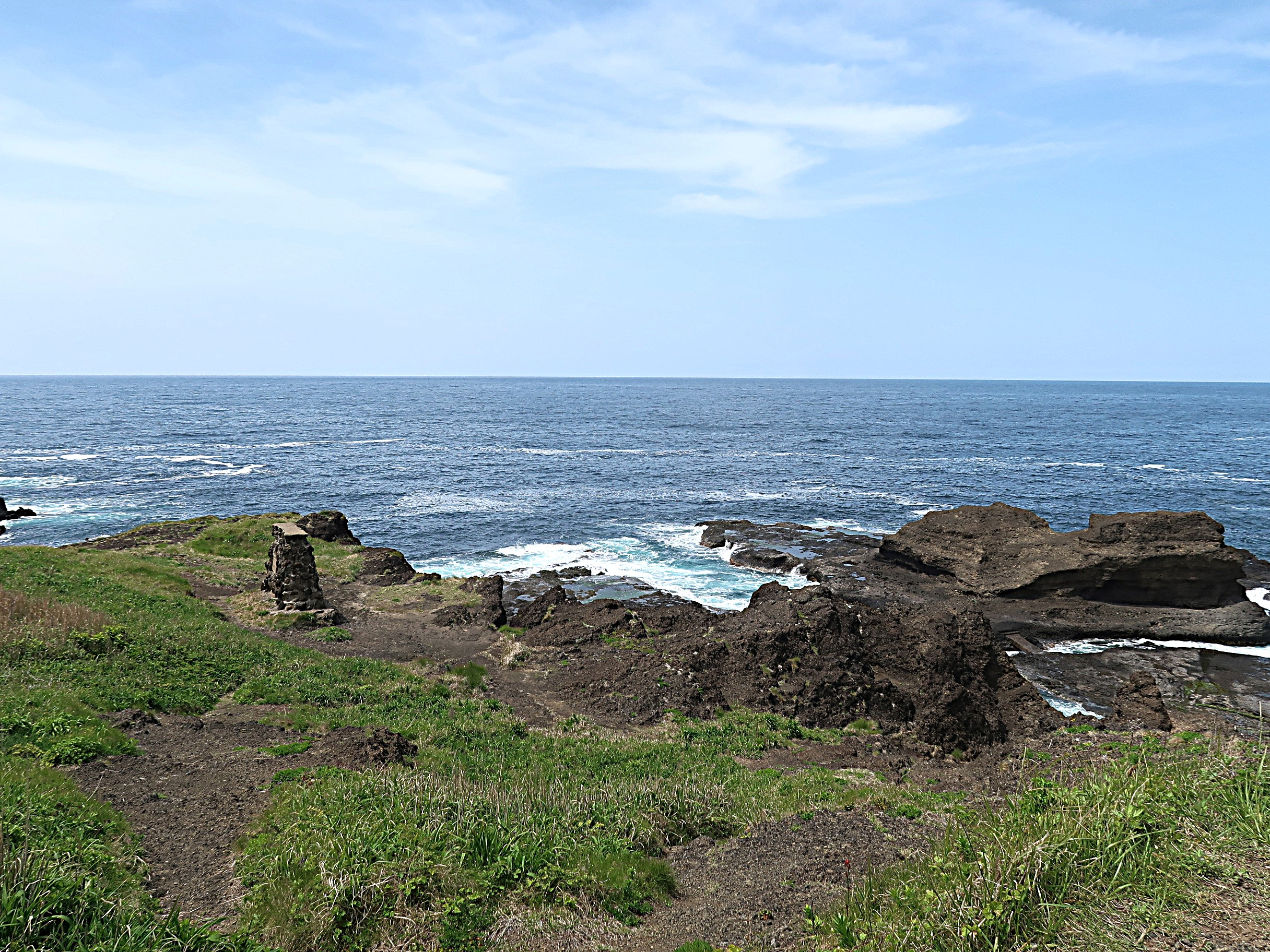
小説ラストの舞台となる佐渡・沢崎鼻

原作における設定を記述。
奈津井久夫
写真界から期待されつつある新進のカメラマン。若い写真仲間で結成したグループ「杉の会」のメンバー。
野々村千佳子
奈津井と結婚することになった女性。その過去は…。
竜崎亜矢子
古風な家庭環境で育ち、青山の元華族に嫁いだ人妻。
久世俊介
R新聞社事業部次長。大型企画を次々に成功させ、現在は一目置かれる存在。杉の会の理解者。
竜崎重隆
亜矢子の夫で元華族。M物産シンガポール支社長。
竜崎聡子
亜矢子の姑。視力を失っている。
久世英子
久世の妻。
山岡ミチ
銀座裏のバー「クラウゼン」のマダム。
長沖保
杉の会メンバーで奈津井の写真仲間の一人。

## エピソード
- 文芸評論家の権田萬治は、奈津井久夫の人物設定は、1958年に「白い闇」の取材旅行で写真家の林忠彦と同行した体験に基づくと推測している。本作では奈津井や久世がなかなか女と寝ようとしない男に造型され、また、千佳子や亜矢子は、清張が好んで描く生々しい女の体臭を感じさせる女とは多少趣が異なっており、ストイシズムを感じさせる作品と評している[1]。
- 本作の速記を務めた福岡隆は、福岡の妻が弘前市の出身であったことから、清張の標準語を津軽弁に直す作業を受け持ったと述べている[2]。

## 映画
1963年2月17日公開。製作・配給は松竹。原作者の松本清張が作家・富永弘吉役として出演している。DVD化されている。

### キャスト
- 新珠三千代（竜崎亜矢子）
- 岩下志麻（野々村千佳子）
- 佐田啓二（久世俊介）
- 園井啓介（奈津井久夫）
- 山内明（竜崎重隆）
- 毛利菊枝（竜崎總子）
- 中村たつ（重隆の妹・啓子）
- 奈良岡朋子（久世英子）
- 小林トシ子（山岡ミチ）
- 滝田裕介（長沖保）
- 松本清張（富永弘吉）
- 矢野宣（角谷）
- 野々村潔（窪田編集長）
- 加藤嘉（R紙部長）
- 細川俊夫（土山）
- 遠山文雄（望洋閣番頭）
- 高宮敬二（新聞記者山口）
- 高木信夫（刑事）

他

### スタッフ
- 監督：川頭義郎
- 製作：脇田茂
- 脚本：楠田芳子
- 音楽：木下忠司
- 撮影：荒野諒一
- 美術：岡田要
- 編集：杉原よ志
- 照明：飯島博

## テレビドラマ

### 1962年版
1962年4月2日から7月30日まで、NETテレビ（現：テレビ朝日）系列の『黒龍劇場』（黒龍堂一社提供）にて全18回の連続ドラマとして放送。同枠はそれまで月曜22:00 - 22:45で放送されていたが、本作より22:00 - 22:30に短縮された。東海地区では、4月3日から7月31日まで（13:20-13:50）放映された。

#### キャスト（1962年版）
- 若原雅夫
- 鳳八千代
- 中川弘子
- 近藤洋介
- 須賀不二男、青野平義、清水一郎、浜田寅彦、山岡淳一、村瀬幸子、福島寿美子、東恵美子、阿部寿美子、御木本伸介、桔梗恵二郎、井上大助、川合伸旺、夏川大二郎、柏まゆみ、伊海田弘、和田啓、三原葉子、板東鶴之助、小林裕子

#### スタッフ（1962年版）
- 脚本：高橋玄洋
- 音楽：小川寛興
- 監督：有馬康彦

| NET系列 黒龍劇場       | NET系列 黒龍劇場      | NET系列 黒龍劇場             |
| 前番組                 | 番組名                | 次番組                       |
| ---------------------- | --------------------- | ---------------------------- |
| 山麓 （22:00 - 22:45） | 風の視線 （1962年版） | 劇場中継 ↓ =女= あざらしの女 |

### 1970年版
1970年4月27日から7月24日まで、フジテレビ系列にて全65回の連続ドラマとして放送。放送時間は平日13:45 - 14:00。

#### キャスト（1970年版）
- 三ツ矢歌子
- 剣持伴紀
- 金井由美

#### スタッフ（1970年版）
- 脚本：芦沢俊郎
- 監督：山野辺勝太郎

| フジテレビ系列 平日13:45 - 14:00枠 | フジテレビ系列 平日13:45 - 14:00枠 | フジテレビ系列 平日13:45 - 14:00枠 |
| 前番組                             | 番組名                             | 次番組                             |
| ---------------------------------- | ---------------------------------- | ---------------------------------- |
| 素足の女 （1970.1.26 - 4.24）      | 風の視線 （1970年版）              | 星から来た女 （1970.7.27 - 10.23） |